# Gran Romania

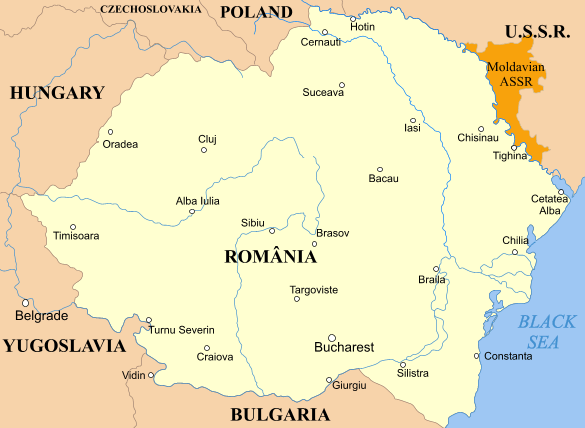
Mapa de la Gran Romania

La Gran Romania (en romanès: România Mare) és un concepte polític irredemptista que fa referència al territori de Romania entre la Primera Guerra Mundial i la Segona Guerra Mundial quan el país balcànic assolí la seva màxima extensió geogràfica.
El terme de la Gran Romania no porta implícit ni concepcions expansionistes ni irredemptistes com si que ho porta el terme Gran Sèrbia o Gran Albània. El nom fou encunyat just després de la Primera Guerra Mundial quan Romania rebé com a compensacions de guerra els territoris històrics de la Transsilvània i la Bucovina procedents de l'Imperi Austrohongarès i la Bessaràbia de Rússia pel tractat de París de 1920. El nom significà l'assoliment de l'estat-nació romanès i d'un important renaixement cultural i nacional.
Després del Segon Repartiment de Viena el nom prengué un significat irredemptista, ja que amb el permís del Pacte Molotov-Ribbentrop d'agost de 1939, Romania perdé els territoris de Transsilvània, Bessaràbia i el nord de la Bucovina.

Bandera de Romania al llarg d'aquest període

Avui en dia, el terme és majoritàriament emprat per les reclamacions nacionalistes dels territoris perduts després de la Segona Guerra Mundial i que ara són territoris d'Ucraïna i de Moldàvia. A Romania, el Partit de la Gran Romania és format per persones vinculades a l'antiga seguretat de l'estat comunista. El seu ideari és antioccidental, antihongarès, antieuropeista i relativament poc antieslavista.
L'any 1918, al final de la Primera Guerra Mundial, Transsilvània, Bucovina i Bessaràbia foren unides a l'antic regne de Romania. Transsilvània fou la darrera d'ésser unida i ho feu a través de la Proclamació d'Unió d'Alba Iulia. La declaració fou recolzada pels diputats romanesos i alemanys de Transsilvània però no pels hongaresos (24%) que hi votaren en contra.
A la Bucovina, un consell nacional que representava el poble votà la incorporació de la regió al país. Els diputats romanesos, alemanys, polonesos i jueus votaren afirmativament, però els ucraïnesos (37%) votaren negativament.
A Bessaràbia, havent declarat que el Consell del País tenia la sobirania de la regió ja el 1917 i per tal d'evitar el desordre arran de la Revolució russa, van cridar a les tropes romanesos per tal que els protegissin d'una incursió bolxevic. El 9 d'abril de 1918, 86 dels 148 diputats electes demanaren la incorporació a Romania.
Després de la Segona Guerra Mundial, Romania obtingué territoris que havia perdut en mans d'Hongria però no aquells que havia perdut per l'avenç de les tropes soviètiques. Així, hagué de cedir a l'URSS la Bessaràbia i quatre illots deshabitats (3 al Danubi i 1 al mar Negre).